# Wilmer Odefalk
Wilmer Odefalk, né le 21 novembre 2004 à Täby en Suède, est un footballeur suédois qui évolue au poste de milieu offensif à l'IF Brommapojkarna.

## Biographie

### En club
Né à Täby en Suède, Wilmer Odefalk est notamment formé par l'IF Brommapojkarna. Il joue son premier match en professionnel le 16 juin 2021 lors d'une rencontre de coupe de Suède, contre le Tyresö FF. Il entre en jeu et son équipe s'impose par six buts à zéro.
Le 15 octobre 2021, Odefalk signe son premier contrat professionnel avec l'IF Brommapojkarna avec l'assurance de faire partie de l'équipe première à partir de la saison 2022.
En janvier 2023, Wilmer odefalk rejoint le Djurgårdens IF. Le transfert est annoncé dès le 8 décembre 2022.
Il découvre l'Allsvenskan, l'élite du football suédois, avec ce club, jouant son premier match le 3 mai 2023 face au BK Häcken. Il entre en jeu à la place de Joel Asoro et son équipe est battue par quatre buts à un. Il s'agit de sa seule apparition avec le Djurgårdens IF.
Le 3 juillet 2023, après un passage au Djurgårdens IF où il ne se sera pas imposé, Wilmer Odefalk fait son retour à l'IF Brommapojkarna,.

### En sélection
Wilmer Odefalk représente la Suède en sélection. Il joue notamment avec les moins de 19 ans entre 2022 et 2023, jouant sept matchs et marquant un but.